# Stazione di Ebina
La stazione di Ebina (海老名駅?, Ebina-eki) è un'importante stazione ferroviaria di interscambio situata nella città di Ebina, nella prefettura di Kanagawa, in Giappone, e serve la linea Sagami della JR East, la linea Odakyū Odawara delle Ferrovie Odakyū, ed è il capolinea occidentale della linea Sagami principale delle ferrovie Sagami.

## Linee
JR East
■ Linea Sagami
 Ferrovie Odakyū
● Linea Odakyū Odawara
 Ferrovie Sagami
● ● Linea Sagami principale

## Struttura
Il fabbricato viaggiatori è in comune fra la Odakyū e le ferrovie Sagami, e separato, ma collegato da un percorso pedonale, per la JR East. Il terminal delle ferrovie Sagami è costituito da due binari tronchi in superficie, perpendicolare ai binari Odakyū, anch'essi in superficie, con due banchine a isola. La stazione JR, aperta nel 1987, è la più recente della linea.

### Linea Sagami (JR East)
| 1 | ■ Linea Sagami | per Atsugi e Chigasaki                    |  |
| 2 | ■ Linea Sagami | per Hashimoto e Hachiōji (linea Yokohama) |  |

### Linea Odawara
| 1-2 | ● Linea Odakyū Odawara | per Hon-Atsugi, Hadano, Odawara e Hakone-Yumoto |  |
| 3-4 | ● Linea Odakyū Odawara | per Sagami-Ōno, Shinjuku e linea Chiyoda        |  |

### Linea Sagami principale (Sōtetsu)
| 1-2 | ● Linea Sagami principale | per Yamato, Futamatagawa, Izumino e Shōnandai |  |

## Stazioni adiacenti
| «                       | Servizio                               | »               |
| Linea JR Sagami         | Linea JR Sagami                        | Linea JR Sagami |
| ----------------------- | -------------------------------------- | --------------- |
| Atsugi                  | Locale                                 | Iriya           |
| Linea Odakyū Odawara    |                                        |                 |
| Zama                    | Locale Semiesp. sezionale Semiespresso | Atsugi          |
| Sagami-Ōno              | Espresso rapido Espresso               | Hon-Atsugi      |
| Linea Sagami principale |                                        |                 |
| Kashiwadai              | Locale Espresso                        | Capolinea       |